# حمام پشت باغ
حمام پشت باغ مربوط به دوره قاجار است و در یزد، خیابان ایرانشهر، مجاور کوچه شهید برزگر واقع شده و این اثر در تاریخ ۷ مهر ۱۳۸۱ با شمارهٔ ثبت ۶۵۵۴ به‌عنوان یکی از آثار ملی ایران به ثبت رسیده است.